# Petrilaca de Mureș
Petrilaca de Mureș (węg. Magyarpéterlaka) – wieś w Rumunii, w okręgu Marusza, w gminie Gornești. W 2011 roku liczyła 455 mieszkańców.